# エウボエア (小惑星)
エウボエア (1119 Euboea) は、小惑星帯（メインベルト）に位置する小惑星の一つ。1927年10月27日にカール・ラインムートが発見した。
エーゲ海のエウボエア島（エヴィア島）から名付けられた。